# Ion Storm
 (juin 2019).
Si vous disposez d'ouvrages ou d'articles de référence ou si vous connaissez des sites web de qualité traitant du thème abordé ici, merci de compléter l'article en donnant les références utiles à sa vérifiabilité et en les liant à la section « Notes et références ».
Ion Storm était une entreprise américaine de développement de jeu vidéo basée au Texas et fondée par John Romero, Tom Hall, Jerry O'Flaherty et Todd Porter à Dallas le 15 novembre 1996. L'entreprise a fermé ses portes en 2005.

## Historique
John Romero, Tom Hall, Todd Porter et Jerry O'Flaherty fondent Ion Storm le 15 novembre 1996 à Dallas. La société signe un accord de licence avec Eidos Interactive pour développer six jeux.
D'une manière similaire à d'autres entreprises de la bulle internet, la société dépense sans compter dans la décoration de bureau et pour les aménagements de ses employés. Le bureau de Dallas siège alors au 54e et dernier étage de la JPMorgan Chase Tower. Cet excès affecte directement la production des jeux, étant donné que le soleil rayonne à travers le toit de verre directement sur les écrans des employés, les forçant à couvrir leurs cabines avec du tissu noir. La plupart des jeux produits dans le bureau de Dallas sont ainsi entravés par des retards de production, délais non respectés, et de mauvaises critiques.
Fin 1997, Warren Spector est sollicité pour fonder une filiale de Ion Storm à Austin. La branche développe Deus Ex, un jeu alors acclamé par la critique et les joueurs. Avec la disparition de Looking Glass Studios, Eidos Interactive s'assure les droits de la franchise Dark Project, et avec Spector, tente de transférer autant de membres possibles de l'équipe de Looking Glass chez Ion Storm.
Romero et Hall quittent l'entreprise après le développement d'Anachronox en juillet 2001. Le 17 juillet 2001, quatre ans et demi après la création de l'entreprise, Eidos Interactive ferme les bureaux de Dallas. Le bureau d'Austin reste ouvert pour produire Deus Ex: Invisible War et Dark Project: Deadly Shadows jusqu'au départ de Spector pour « poursuivre des intérêts personnels extérieurs à l'entreprise » en 2004. D'autres cadres supérieurs quittent le studio à peu près en même temps. Le 9 février 2005, Eidos annonce la fermeture de la branche d'Austin, signifiant la fin de Ion Storm en tant que société. Plus tard, le site internet de Ion Storm est fermé, ne laissant que des archives et des instantanés de ce que la page était.

## Jeux développés
| Titre du jeu                 | Studio | Machine                           | Date |
| ---------------------------- | ------ | --------------------------------- | ---- |
| Dominion: Storm Over Gift 3  | Dallas | PC                                | 1998 |
| Daikatana                    | Dallas | PC, Game Boy Color et Nintendo 64 | 2000 |
| Deus Ex                      | Austin | PC, Macintosh et PlayStation 2    | 2000 |
| Anachronox                   | Dallas | PC                                | 2001 |
| Deus Ex: Invisible War       | Austin | PC et Xbox                        | 2003 |
| Dark Project: Deadly Shadows | Austin | PC et Xbox                        | 2004 |